# Toscolano-Maderno
Toscolano-Maderno is een gemeente in de Italiaanse provincie Brescia (regio Lombardije) en telt 7486 inwoners (2021). De oppervlakte bedraagt 56,7 km², de bevolkingsdichtheid is 125 inwoners per km².

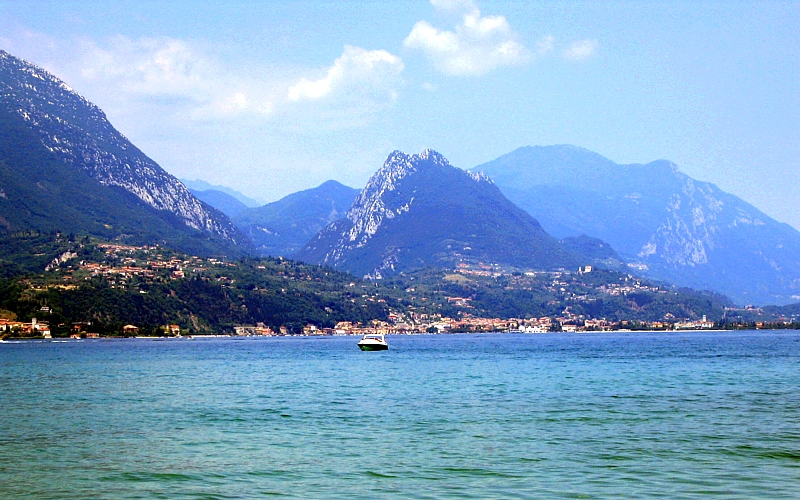
Toscolano
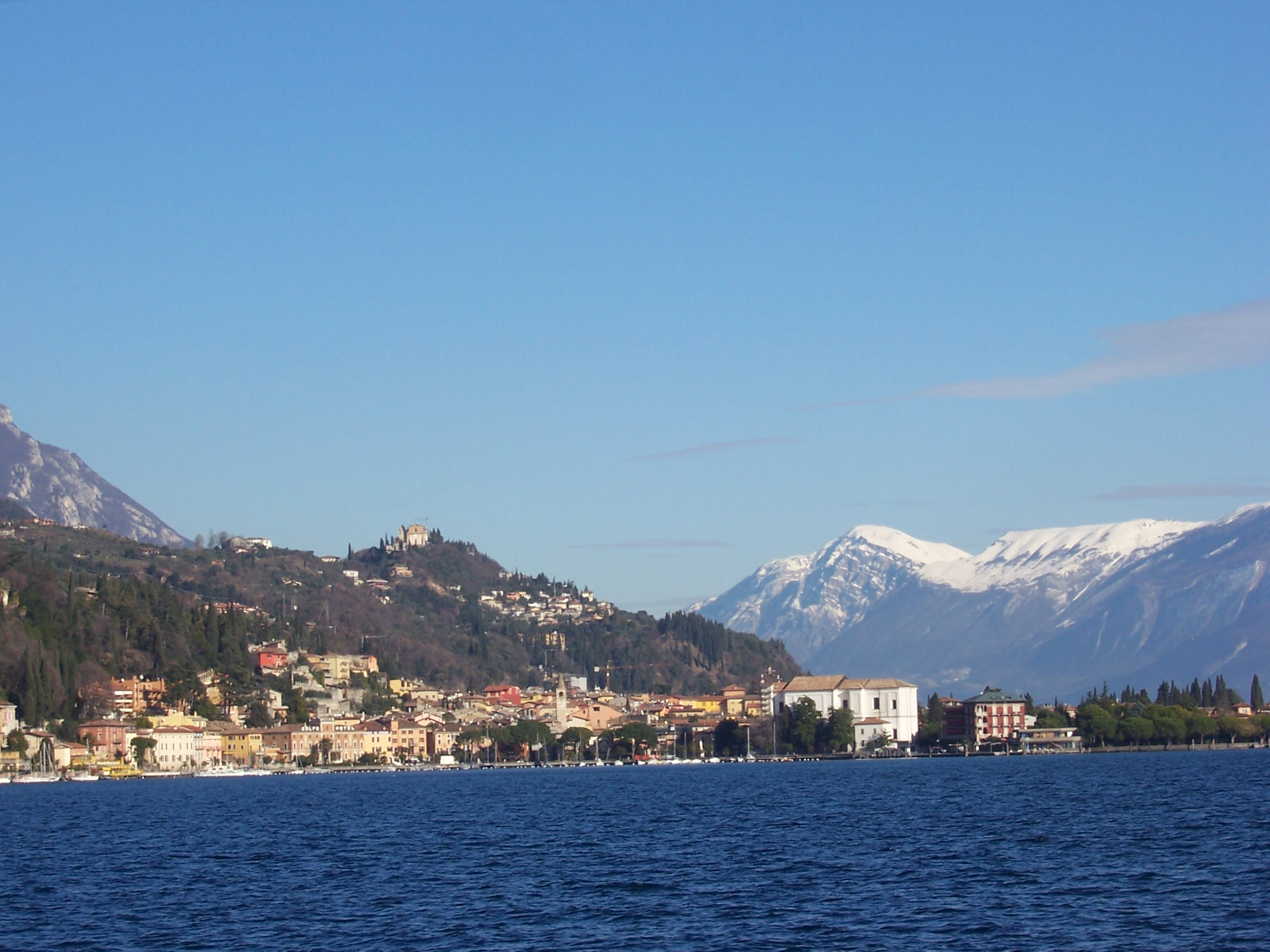
Maderno

## Demografie
Toscolano-Maderno telt ongeveer 3479 huishoudens. Het aantal inwoners steeg in de periode 1991-2001 met 5,3% volgens cijfers uit de tienjaarlijkse volkstellingen van ISTAT.
| Jaar | Inwoneraantal |
| ---- | ------------- |
| 1991 | 6653          |
| 2001 | 7006          |

## Geografie
Toscolano-Maderno grenst aan de volgende gemeenten: Gardone Riviera, Gargnano, Torri del Benaco (VR), Vobarno.